# Свято під замком
«Свято під замком» — кінофільм режисера Сергія Ткачова, що вийшов на екрани в 2012 році.

## Зміст
Кожен Новий рік актор Слава Бєлкін підробляє Дідом Морозом на приватних викликах. До нещастя, цього разу його постійна партнерка-Снігуронька прислала замість себе подружку. Як говорить народна мудрість - «що криво почалося, прямо не продовжиться!». Вже на третьому замовленні хлопчик Саша примудрився замкнути гостей в квартирі і викинути ключ. А між тим дідуся Мороза чекають у себе серйозні люди, які заплатили Славі Бєлкіну гарний аванс і приготувалися зустрічати новорічне диво у себе вдома.

## Ролі
| Актор                 | Роль                       |
| --------------------- | -------------------------- |
| Григорій Сіятвінда    | Слава Бєлкін-Дід Мороз     |
| Марія Шалаєва         | Настя Кєдрова-Снігуронька  |
| Володимир Вдовиченков | Михайло Сорокін            |
| Вікторія Ісакова      | Віра Сорокіна              |
| Ольга Сутулова        | Альбіна                    |
| Віталій Хаєв          | Штир                       |
| Ольга Волкова         | Кіра Павлівна Сорокіна     |
| Дмитро Шевченко       | Олексій Михайлович Котиков |
| Володимир Ільїн       | Тарас Юхимович Бунько      |
| Роман Мадянов         | Юрій Львович               |
| Любов Толкаліна       | Іраїда Капизнач            |
| Дмитро Мар'янов       | Павло Капизнач             |

## Знімальна група
- Режисер і сценарист — Сергій Ткачов
- Продюсер — Сергій Ткачов, Михайло Рижих, Ігор Лебедєв
- Композитор — Сергій Ткачов